# Université d'État du Mississippi
L'université d'État du Mississippi (en anglais : Mississippi State University ou MSU) est une université américaine située dans le Comté d'Oktibbeha au Mississippi. Fondée en 1878, elle compte 19 644 étudiants.
En sports, les Mississippi State Bulldogs représentent l'établissement en Southeastern Conference.